# Level Five
Level Five — мініальбом англійського гурту King Crimson, який вийшов 9 листопада 2001 року на лейблі Discipline Global Mobile.

## Композиції
1. Dangerous Curves — 5:38
2. Level Five — 8:35
3. Virtuous Circle — 10:00
4. The ConstruKction of Light — 8:23
5. The Deception of the Thrush — 13:07

## Учасники запису
- Роберт Фріпп — гітара, вокал
- Пет Мастелотто — ударні
- Трей Ганн — гітара
- Адріан Белью — гітара, вокал